# Frauen-Monobob-Weltserie 2021/22
Die Frauen-Monobob-Weltserie 2021/22 war eine von der International Bobsleigh & Skeleton Federation (IBSF) veranstaltete Wettkampfserie im Bobsport, in der Wettbewerbe im Monobob für Frauen ausgetragen wurden. Die zum zweiten Mal ausgetragene Weltserie begann am 8. November 2021 in Whistler und endete am 15. Januar 2022 in St. Moritz. Sie fand teilweise parallel zum Bob-Weltcup 2021/22 statt.
Wie bei der Erstaustragung im Vorwinter waren die Wettbewerbe der Monobob-Weltserie keine komplett eigenständigen Veranstaltungen, sondern wurden in die weiteren internationalen Bob-Rennserien integriert: Von den 24 Monobob-Rennen fanden jeweils acht im Rahmen des Weltcups, acht im Rahmen des Europacups und acht im Rahmen des Nordamerikacups statt. Bei den Olympischen Winterspielen 2022 gab es die olympische Premiere der Disziplin.

## Podestplätze
| Datum                                                        | Ort            | Wettkampfstätte                       | Rahmen         | Siegerin            | Zweite              | Dritte                     |
| ------------------------------------------------------------ | -------------- | ------------------------------------- | -------------- | ------------------- | ------------------- | -------------------------- |
| 8. November 2021                                             | Whistler       | Whistler Sliding Centre               | Nordamerikacup | Alysia Rissling     | Brittany Reinbolt   | Jazmine Fenlator-Victorian |
| 9. November 2021                                             | Whistler       | Whistler Sliding Centre               | Nordamerikacup | Alysia Rissling     | Brittany Reinbolt   | Bianca Ribi                |
| 10. November 2021                                            | Whistler       | Whistler Sliding Centre               | Nordamerikacup | Alysia Rissling     | Bianca Ribi         | Brittany Reinbolt          |
| 11. November 2021                                            | Lillehammer    | Lillehammer Olympiske Bob- og Akebane | Europacup      | Stephanie Schneider | Karlien Sleper      | Viktória Čerňanská         |
| 12. November 2021                                            | Lillehammer    | Lillehammer Olympiske Bob- og Akebane | Europacup      | Stephanie Schneider | Karlien Sleper      | Lisa Buckwitz              |
| 20. November 2021                                            | Innsbruck-Igls | Olympia Eiskanal Innsbruck-Igls       | Weltcup        | Elana Meyers Taylor | Kaillie Humphries   | Laura Nolte                |
| 23. November 2021                                            | Park City      | Bobbahn Park City                     | Nordamerikacup | Alysia Rissling     | Brittany Reinbolt   | Nicole Vogt                |
| 24. November 2021                                            | Park City      | Bobbahn Park City                     | Nordamerikacup | Alysia Rissling     | Brittany Reinbolt   | Bianca Ribi                |
| 26. November 2021                                            | Altenberg      | Rennschlitten- und Bobbahn Altenberg  | Europacup      | Lisa Buckwitz       | Viktória Čerňanská  | Alena Ossipenko            |
| 27. November 2021                                            | Innsbruck-Igls | Olympia Eiskanal Innsbruck-Igls       | Weltcup        | Elana Meyers Taylor | Laura Nolte         | Breanna Walker             |
| 3. Dezember 2021                                             | Winterberg     | Veltins-Eisarena                      | Europacup      | Breeana Walker      | Lisa Buckwitz       | Margot Boch                |
| 4. Dezember 2021                                             | Altenberg      | Rennschlitten- und Bobbahn Altenberg  | Weltcup        | Kaillie Humphries   | Cynthia Appiah      | Laura Nolte                |
| 11. Dezember 2021                                            | Sigulda        | Bob- und Rennschlittenbahn Sigulda    | Europacup      | Kim Yoo-ran         | Viktória Čerňanská  | Georgeta Popescu           |
| 11. Dezember 2021                                            | Winterberg     | Veltins-Eisarena                      | Weltcup        | Elana Meyers Taylor | Breeana Walker      | Cynthia Appiah             |
| 13. Dezember 2021                                            | Lake Placid    | Olympia-Bobbahn Mount Van Hoevenberg  | Nordamerikacup | Alysia Rissling     | Ashleigh Werner     | Bianca Ribi                |
| 14. Dezember 2021                                            | Lake Placid    | Olympia-Bobbahn Mount Van Hoevenberg  | Nordamerikacup | Alysia Rissling     | Ashleigh Werner     | Jazmine Fenlator-Victorian |
| 15. Dezember 2021                                            | Lake Placid    | Olympia-Bobbahn Mount Van Hoevenberg  | Nordamerikacup | Alysia Rissling     | Ashleigh Werner     | Brittany Reinbolt          |
| 18. Dezember 2021                                            | Altenberg      | Rennschlitten- und Bobbahn Altenberg  | Weltcup        | Christine de Bruin  | Cynthia Appiah      | Kaillie Humphries          |
| 1. Januar 2022                                               | Sigulda        | Bob- und Rennschlittenbahn Sigulda    | Weltcup        | Christine de Bruin  | Breeana Walker      | Nadeschda Sergejewa        |
| 6. Januar 2022                                               | Innsbruck-Igls | Olympia Eiskanal Innsbruck-Igls       | Europacup      | Stephanie Schneider | Ashleigh Werner     | Margot Boch                |
| 7. Januar 2022                                               | Innsbruck-Igls | Olympia Eiskanal Innsbruck-Igls       | Europacup      | Margot Boch         | Stephanie Schneider | Ashleigh Werner            |
| 8. Januar 2022                                               | Winterberg     | Veltins-Eisarena                      | Weltcup        | Elana Meyers Taylor | Breeana Walker      | Laura Nolte                |
| 14. Januar 2022                                              | Winterberg     | Veltins-Eisarena                      | Europacup      | Simidele Adeagbo    | Georgeta Popescu    | Lidija Hunko               |
| 15. Januar 2022                                              | St. Moritz     | Olympia Bob Run St. Moritz–Celerina   | Weltcup        | Kaillie Humphries   | Elana Meyers Taylor | Cynthia Appiah             |
| 18. bis 19. Februar 2022 Olympisches Monobobrennen in Peking |                |                                       |                |                     |                     |                            |

## Gesamtstand
Für Rennen im Rahmen des Nordamerika- und des Europacups wurden die Punkte so wie dort üblich vergeben: Die Erstplatzierte erhielt dabei 120 Punkte, die Zweitplatzierte 110 Punkte und die Drittplatzierte 102 Punkte. Für Rennen, die im Rahmen des Weltcups bestritten wurden, galt die dort übliche Punktevergabe, bei der die Siegerin 225 Punkte erhielt, die Zweitplatzierte 210 Punkte und die Drittplatzierte 200 Punkte. Insgesamt wurden bis zum 30. Platz Punkte vergeben.
Berücksichtigt für die Gesamtwertung der Monobob-Weltserie wurden jeweils die fünf serienübergreifend punktbesten Ergebnisse einer Sportlerin.
| |                     |        |       |
| \| Rang \| Name \| Punkte \| Siege \| \| ---- \| ------------------- \| ------ \| ----- \| \| 01 \| Elana Meyers Taylor \| 1110 \| 4 \| \| 02 \| Kaillie Humphries \| 1052 \| 2 \| \| 03 \| Cynthia Appiah \| 1012 \| 0 \| \| 04 \| Christine de Bruin \| 1010 \| 2 \| \| 05 \| Breeana Walker \| 1006 \| 1 \| \| 06 \| Laura Nolte \| 1002 \| 0 \| \| 07 \| Nadeschda Sergejewa \| 904 \| 0 \| \| 08 \| Melissa Lotholz \| 824 \| 0 \| \| 09 \| Mariama Jamanka \| 816 \| 0 \| \| 10 \| Melanie Hasler \| 768 \| 0 \| |                     |        |       |
| Rang | Name                | Punkte | Siege |
| 01 | Elana Meyers Taylor | 1110   | 4     |
| 02 | Kaillie Humphries   | 1052   | 2     |
| 03 | Cynthia Appiah      | 1012   | 0     |
| 04 | Christine de Bruin  | 1010   | 2     |
| 05 | Breeana Walker      | 1006   | 1     |
| 06 | Laura Nolte         | 1002   | 0     |
| 07 | Nadeschda Sergejewa | 904    | 0     |
| 08 | Melissa Lotholz     | 824    | 0     |
| 09 | Mariama Jamanka     | 816    | 0     |
| 10 | Melanie Hasler      | 768    | 0     |